# Чайківська вулиця
Ча́йківська ву́лиця — вулиця у Святошинському районі міста Києва, мікрорайон в межах території колективу індивідуальних забудовників «Чайка». Пролягає від Білогородської до Любимівської вулиці.
Прилучаються Музичанська, Северинівська, Ситняківська і Пашківська вулиці.
Сучасна назва — з 2011 року, на честь села Чайки.